# دائرة سدراتة
دائرة سدراتة دائرة في ولاية سوق أهراس في الجزائر. مركزها مدينة سدراتة.